# Pepe Espaliú
Pepe Espaliú (Córdoba, 26 oktober 1955 - 2 november  1993) was een Spaanse moderne kunstenaar. Zijn werk omvatte schilderkunst, tekeningen, beeldhouwwerk, literatuur, videokunst en performance-art. Zijn oeuvre stond, in de latere jaren, in het teken van het leven met aids waaraan hij in 1993 overleed. Pepe Espaliú heeft zich middels zijn praktijk ingezet voor de homo-emancipatie en de verbetering van medische zorg op het gebied van aids in Spanje.

## Biografie
Pepe Espaliú (José González Espaliú Domingo) werd geboren op 26 oktober 1955 te Córdoba. Hij groeide op in een familie van edelsmeden. In 1973 volgde hij een oriëntatiejaar op de Universiteit voor Schone Kunsten in Sevilla. Het jaar daarop vervolgde hij zijn studie in Barcelona waar zijn interesse voor kunst serieus tot ontwikkeling kwam. In 1976 vond zijn eerste eigen expositie plaats. Tussen 1983 en 1985 woonde hij afwisselend in Parijs, Barcelona, en Valencia. In Parijs kwam hij in contact met de internationale kunstwereld en de oeuvres van Lacan en Barthes. Hun werk heeft een grote invloed gehad op het werk van Espaliú. Hij had een vast atelier in Córdoba en werkte daar in het bedrijf van zijn familie waar hij sieraden ontwierp. Tussen 1986 en 1990 was Espaliú woonachtig in Sevilla, London en Madrid. In Sevilla startte hij een samenwerking met de galerie La Máquina Española. Deze galerie was een belangrijke bron voor avant garde kunst. Snel na deze samenwerking hield Espaliú exposities in Parijs, Amsterdam en New York. Rond deze periode verliet Espaliú de schilderkunst voor het beeldhouwen waarin hij een unieke en persoonlijke vormentaal ontwikkelde. Daarnaast hield Espaliú zich bezig met tekenen, schrijven en performance-acts. In 1990 kreeg Espaliú, op dat moment woonachtig in London, te horen dat hij aids had. Hij besloot na de diagnose af te reizen naar Costa-Rica en Mexico. Uiteindelijk keerde hij terug naar zijn geboorteland en werd actief op politiek en sociaal vlak waarin een grote verbondenheid met mensen met aids ontstond. Naast zijn beeldende kunst en performance-art schreef Espaliú ook. In 1992 verscheen van hem op wereld-aids dag een artikel in de nationale krant El Pais. In dit artikel verklaarde Espaliú dat hij homoseksueel was en aids had. In 1992 was Espaliú woonachtig in Amsterdam en kreeg daar een medische behandeling. Espaliú overleed op 3 november 1993 in het ziekenhuis te Córdoba.

## Werk en thematiek
De hoofdthema's in het werk van Espaliú waren dood, angst, isolatie, ziekte en pijn. Kunst was voor Espaliú niet een manier om de wereld te begrijpen, maar juist een manier om aan de werkelijkheid te ontsnappen. Kunst was voor Espaliú een overlevingsmechanisme. Espaliú koos er bewust voor om de rol van slachtoffer te overstijgen door met zijn ziekte de publieke ruimte op te zoeken. Zijn exposities en performancekunst hadden een sterk conceptueel karakter en nadat hij de diagnose aids kreeg werden zijn werken en performance-acts hier in grote mate door beïnvloed. In zijn kunstwerken van deze periode komen objecten zoals krukken en stoelen vaak voor en zijn performancekunst, waarvan het Carrying project een belangrijke is geweest, hadden artistieke en politieke gevolgen. Door middel van zijn kunstwerken liet Espaliú zien hoe hij als homoseksueel in Spanje leefde en wat het hebben van aids met hem deed. Het oeuvre van Espaliú (vooral na zijn diagnose met aids) wordt gekarakteriseerd door de strijd tegen de stigmatisatie van de ziekte aids. Zijn werken zijn activistisch en geëngageerd en hebben hun uitwerking tot op politiek en ideologisch niveau. De kunst van Espaliú ontstond te midden van een beweging en generatie binnen de homoseksuele gemeenschap. Een tijd waarin aids als een dodelijke epidemie heerste en waar aandacht gevraagd werd voor de belangen van mensen met aids in Spanje. Deze generatie identificeerde zichzelf met aids en uitte dit door middel van kunst, met name performancekunst. De (performance)kunst is daarmee, in bredere context, onderdeel van een voortdurende ontwikkeling van culturele betekenissen en waarden die met de ziekte aids gepaard gaan. Als kunstenaar speelde hij een rol in het onder de aandacht brengen van het moreel goede in zorgpraktijken. Zijn werken passen in een interdisciplinair concept en moeten bekeken worden vanuit de sociale en maatschappelijke context waarin zijn kunst tot stand is gekomen. 

## Bijzondere gebeurtenissen/performance acts en werken
Enkele belangrijke gebeurtenissen waarmee Espaliú bekendheid kreeg:
- Carrying project: Espaliú maakte zich in dit project hard voor de slechte zorg in Spanje van mensen met aids. In 1992 wordt Espaliú door de straten van San Sebastian, in de armen van zijn vrienden, van het filmfestival naar het gemeentehuis gedragen. Enige tijd later gebeurde hetzelfde in Madrid waar de route van het parlement naar het Reina Sofia leidde.[8]
- El Nido: In 1993 tijdens het Sonsbeek festival, op het terrein van het Arnhemse gemeentemuseum, stond Espaliú op een achthoekig platform hoog in een boom. Op dit platform liep hij acht dagen lang in cirkels en trok iedere dag een stuk kleding uit totdat hij op het eind volledig naakt was. El Nido was een van de laatste acts van Espaliú voor zijn overlijden.[9]

Een selectie werken:
- De serie Santos: Santos IV, Santos V, Santos VII, Santos X, 1988
- El Nido, 1993
- El Nido, ‘Performance’, 1993
- El higo prÓdigo I, 1992
- Carrying VII, 1992
- Carrying Figura Humana, 1992
- Carrying, ‘Performance’, 1992

## Publieke collecties
In de volgende museale collecties werd het werk van Espaliú opgenomen:
- Masaveu Collection, Spanje
- The Andy Warhol Foundation, Pittsburgh, Verenigde Staten
- CA2M, Dos de Mayo Art Center, Madrid, Spanje
- Juan Varez Collection, Spanje
- IVAM, Institut Valencià d’Art Modern, Valencia, Spanje
- San Germán Foundation, Porto Rico
- CAAC, Andalusian Center for Contemporary Art, Seville, Spanje
- Association of Friends of Contemporary Art, Madrid, Spanje
- Reina Sofía National Art Center Museum, Madrid, Spanje
- La Caixa Foundation, Barcelona, Spanje
- Coca-Cola Foundation, Madrid, Spanje
- MEIAC, Museum of Contemporary Art, Badajoz, Spanje
- Marugame Hirai Museum, Japan
- MACBA, Museu D’Art Contemporani, Barcelona, Spanje
- Almería City Council, Spanje
- Cordoba City Hall, Spanje
- Museum of Álava, Vitória, Spanje
- Patio Herreriano Museum, Valladolid, Spanje
- Helga de Alvear Collection, Madrid, Spanje
- Banif Collection, Seville, Spanje
- Mediterranean Savings Bank Collection
- Testimoni Collection, Barcelona, Spanje
- El Monte Collection, Seville, Spanje
- CAAM, Atlantic Center of Modern Art, Las Palmas de Gran Canarias, Spanje
- Artium, Vitoria-Gasteiz, Spanje
- MUSAC, Museum of Contemporary Art of Castilla y León, León, Spanje
- Tate Modern, London, Verenigd Koninkrijk

## Solo exposities
Een selectie solo exposities van Espaliú:

### 2021
Historias de a dos. Capítulo 1: El azar de la restitución. Pepe Espaliú en Barcelona (y Alberto Cardín), Galería Nogueras Blanchard, Barcelona, Barcelona, Spanje

### 2018
Pepe Espaliú: In These Twenty-Five Years, Garcia Galeria, Madrid, Spanje

### 2016
Intimate Circle: The World Of Pepe Espaliú, IVAM, Institut Valencià d`Art Modern, Valencia, Spanje